# Neagu Mihai
Neagu Mihai (n. 2 decembrie 1955

) este un senator român, ales în 2012. 